# Judyta Syrek
Judyta Syrek est une journaliste, écrivaine,  scénariste et réalisatrice polonaise.

## Biographie
Elle a étudié la philosophie.

## Œuvres

### Film
- 2020 : Dialog. Życie zapisane w listach avec Wojciech Kursa

### Ouvrages
- (pl) Kobieta boska tajemnica, Kraków, Rafael, 2006 (ISBN 83-60293-44-9)[2],[1]
- (pl) Sekrety mnichów, czyli sprawdzone przepisy na szczęśliwe życie, Rafael, 2007 (ISBN 978-83-7569-005-7)
- (pl) Uwierzcie w koniec świata! Współczesne proroctwo o powtórnym przyjściu Chrystusa, Kraków, Znak, 2010 (ISBN 978-83-240-1407-1)[2],[1]
- (pl) Wyjdź do światła! Przesłanie świętego grzesznika, Znak, 2011 (ISBN 978-83-240-1802-4)
- (pl) Nie bój się żyć. Biografia Ojca Joachima Badeniego, Znak, 2014 (ISBN 9788324028771)[2],[1]
- (pl) Tylko spokój może nas uratować, Rafael, 2019 (ISBN 9788366250666)
- (pl) Siła nadziei. Uwierzcie w koniec świata, Stacja 7, 2020 (ISBN 9788395915611)[3]